# Joshua Dürksen
Joshua Dürksen (n. 27 octombrie 2003, Asunción, Paraguay) este un pilot de curse german.
Dürksen și-a făcut debutul în cursele de formulă în 2019, cu participarea sa la Campionatul de Formula 4 al Emiratelor Arabe Unite, concurând pentru Mücke Motorsport. A câștigat cinci curse: trei la Autodromul Dubai și două la Circuitul Yas Marina. A mai urcat pe podium în alte cinci curse. Cu 295 de puncte a terminat pe locul doi în spatele lui Matteo Nannini în clasamentul final. Ulterior, a concurat atât în campionatul italian, cât și în cel ADAC de Formula 4 pentru Mücke. În Italia, a câștigat imediat o cursă în primul său weekend de curse la Autodromo Vallelunga și a fost pe podium în alte trei curse, plasându-l pe locul opt în clasament cu 122 de puncte. În Campionatul ADAC a urcat pe podium la Motorsport Arena Oschersleben și Hockenheimring Baden-Württemberg și a terminat pe locul unsprezece în clasamentul final cu 80 de puncte.
În 2020, Dürksen s-a concentrat pe Formula 4 ADAC, deși a participat și la trei weekend-uri de curse ale campionatului italian. A obținut două victorii la Nürburgring și Hockenheimring și a fost, de asemenea, pe podium în alte patru curse. Cu 191 de puncte s-a îmbunătățit pe locul șase în clasamentul final. În campionatul italian a câștigat o cursă la Red Bull Ring și a fost din nou pe podium în același weekend, terminând pe locul treisprezece cu 60 de puncte.
În 2021, Dürksen a condus doar în Formula 4 în campionatul italian, încă conducând pentru Mücke. Spre sfârșitul sezonului a obținut două victorii pe Circuitul Mugello și a terminat, de asemenea, o dată pe podium la Autodromo Nazionale Monza. Cu 171 de puncte a terminat pe locul șase în clasament. De asemenea, a condus pentru Drivex într-un weekend de cursă al Euroformula Open la Hungaroring, în care a obținut un loc pe podium.
În 2022, Dürksen a trecut la Formula Regional European Championship (FREC), în care a concurat pentru echipa Arden Motorsport. El a terminat în top 10 de șapte ori, cu patru locuri pe locul șase drept cele mai bune rezultate ale sale. A fost, de asemenea, cel mai bun începător în a doua cursă de pe Circuit de Barcelona-Catalunya. Cu 40 de puncte a terminat pe locul paisprezece în campionat.
În 2023, Dürksen a început sezonul în Campionatul Regional de Formula Orientului Mijlociu, conducând două weekenduri de curse pentru echipa Hyderabad Blackbirds de la MP Motorsport. El a obținut două pole-poziții și un podium la Kuweit Motor Town, terminând pe locul șaisprezece cu 29 de puncte. S-a întors apoi la FREC și a continuat să conducă spre Arden. A obținut un podium la Circuitul de Spa-Francorchamps și a obținut, de asemenea, trei clasamente în top 10. Cu 26 de puncte a coborât pe locul al nouăsprezecelea în clasamentul final.
În 2024 Dürksen trece peste treapta normală următoare pe scara sportului cu motor, Campionatul FIA Formula 3, și își face debutul în Formula 2 cu PHM AIX Racing.